# デイヴィッド・ローゼン
デイヴィッド・ローゼン（David Rosen, 1930年1月22日 - ）は、アメリカ合衆国の実業家である。セガの共同創業者で、1996年に会長職を退任し同社を離れた。

## 経歴

### ローゼン・エンタープライゼス
1948年から1952年にかけて、ローゼンはアメリカ空軍で任務に就いていた。朝鮮戦争時には日本や極東に駐在し、除隊後もその地に留まった。1954年にローゼン・エンタープライゼスを設立し、日本の美術品のアメリカ市場での販売や、証明写真の需要から写真館の運営を主力事業とした。この写真事業は「フォトラマ」と呼ばれ、日本全国の数百か所に写真館を設立した。
1957年、ローゼン・エンタープライゼスはレジャー市場の拡大に対応するため、アメリカで高い人気を得ていたコイン式のアミューズメント機器を輸入し、アミューズメント施設の運営を始めた。この際、ローゼンは取引のあった各所や、写真館の敷地を活用してアミューズメント事業を展開した。

### セガ・エンタープライゼス
1965年、米軍基地などに設置したジュークボックスやスロットマシンといったアミューズメント機器に「Service Games Japan」のブランド名を用いていた日本娯楽物産を吸収合併し、セガ・エンタープライゼスとなる。ローゼンはセガ・エンタープライゼスの会長、CEO、社長に就任した。
1967年、業界団体である全日本遊園協会（Japan Amusement Association : JAA）を設立し、会長を務めた。

#### ペリスコープ
1966年、ローゼンが指揮を執り、セガ・エンタープライゼスとして初のオリジナル・ゲーム作品である『ペリスコープ』を制作。この作品によりアメリカで25セントで遊べるスタイルが広まり、セガの輸出事業のきっかけにもなった。

### ガルフ+ウェスタン・インダストリーズ
1969年、チャールズ・ブルドーンとの会談の後、ローゼンらはセガ・エンタープライゼスをガルフ+ウェスタン・インダストリーズに売却することで合意したが、自身はセガ部門のCEOを留任した。1970年代初頭には、同じくガルフ+ウェスタンの傘下であったパラマウント・ピクチャーズの子会社となった。この頃、パラマウントのバリー・ディラーとマイケル・アイズナーはセガの取締役に就任し、ローゼンはパラマウントの取締役に加わった。
1978年には、中山隼雄が設立したエスコ貿易と、アーケード・ゲームを手がけていたグレムリン・インダストリーズを買収。
ブルドーンの死後、パラマウントの執行部はセガを含むいくつかの製造部門を手放すことを検討していた。結果として、セガのアメリカにおける資産はバリー・マニュファクチュアリングに売却された。

### セガ
ローゼンはすでに家族をロサンゼルスに戻し、フルタイムで日本で活動することを望んでおらず、セガの日本法人を買い取る機会を辞退した。1984年3月、ローゼンと中山は大川功からの出資を受け、パラマウントからおよそ80億円でセガの日本法人を買い取り、大川が会長に、中山が社長に就任した。これにより、ローゼンは拠点をアメリカに移し、中山がセガの実務を取り仕切ることとなった。
セガ・オブ・アメリカの設立と、アメリカおよび海外事業の統括責任者となることに合意し、セガ・オブ・アメリカの会長に就任した。1996年まで日米双方のセガで取締役を務めた後、両社を退社した。

## 人物
ニューヨーク州ブルックリン区で生まれた。ユダヤ系である。